# Сазоновка (Северо-Казахстанская область)
Сазоновка (каз. Сазоновка) — упразднённое село в районе имени Габита Мусрепова Северо-Казахстанской области Казахстана. Ликвидировано в 2013 году. Входило в состав Тахтабродского сельского округа. Код КАТО — 596659700.

## География
Расположено на берегу реки Акканбурлык.

## Население
В 1999 году численность населения села составляла 65 человек (36 мужчин и 29 женщин). По данным переписи 2009 года, в селе проживало 6 человек (3 мужчины и 3 женщины).